# Wieger Mensonides
Wieger Emile Mensonides (ur. 12 lipca 1938 w Hadze) – holenderski pływak, brązowy medalista olimpijski z Rzymu.
Specjalizował się w stylu klasycznym. Zawody w 1960 były jego pierwszymi igrzyskami olimpijskimi i zajął trzecie miejsce na dystansie 200 metrów stylem klasycznym. W 1962 zdobył brąz mistrzostw Europy w sztafecie 4 × 100 metrów stylem zmiennym. Brał udział w igrzyskach w 1964, już bez sukcesów. Był dziewięciokrotnym mistrzem kraju w latach 1959-1967.